# تروي غرانت
تروي غرانت (بالإنجليزية: Troy Grant)‏ هو سياسي أسترالي، ولد في 11 فبراير 1970 في أستراليا. حزبياً، نشط في New South Wales National Party ‏. في 2011 New South Wales state election ‏، انتخب عضو الجمعية التشريعية نيو ساوث ويلز عن دائرة Electoral district of Dubbo ‏ (26 مارس 2011 – ).